# Conte di Rothes
Conte di Rothes (pronuncia "Roth-is") è un titolo nobiliare dei pari di Scozia. Venne creato nel 1458 per George Leslie da re Giacomo II di Scozia e rimase in carica fino alla scomparsa nel 1490. Il successore il nipote omonimo detenne il titolo fino ad una data anteriore il marzo 1513, in quanto risulta che a quel tempo conte di Rothes era il fratello William, il quale rimase ucciso nella Battaglia di Flodden il 9 settembre dello stesso anno. 
Il figlio di William, George il quarto conte, prestò servizio come Extraordinary Lord of Session e noto alle cronache perché venne processato per l'omicidio del cardinale Beaton ma non fu condannato.
Un suo discendente, il settimo conte, fu un importante uomo di stato. Egli fu lord Tesoriere dal 1663 al 1667 e Lord cancelliere di Scozia dal 1667 al 1681. Nel 1663 ottenne la possibilità di conferire la contea di Rothes e la signoria di Leslie (riconcessa col nome di Lord Leslie e Ballenbreich), anziché agli eredi maschi semplicemente, alla figlia maggiore Margherita, moglie di Charles Hamilton, V conte di Haddington, ed ai suoi discendenti in linea maschile e femminile. Venne inoltre stabilito che le contee di Rothes e Haddington non sarebbero state mai unite. Nel 1680 Lord Rothes ottenne altri titoli: Lord Auchmotie e Caskieberry, Visconte di Lugtoun, Conte di Leslie, Marchese di Bambreich e Duca di Rothes, con una normale concessione agli eredi maschi. 
Il duca non ebbe figli e pertanto alla sua morte nel 1681 questi ultimi titoli si estinsero. La contea di Rothes e le signorie di Leslie e Ballinbreich passarono alla figlia Margaret, l'ottava contessa di Rothes. A Margherita seguì il figlio terzogenito John, il nono conte. Egli assunse il cognome tradizionale di Leslie e sedette nella Camera dei Lords come pari di Scozia dal 1708 al 1710. Suo figlio, il decimo conte, fu Luogotenente Generale dell'Esercito e prestò servizio come comandante in Capo delle Forze in Irlanda. Dal 1723 al 1724 e dal 1747 al 1767 fu rappresentante scozzese alla Camera dei Lords.
Suo figlio, l'undicesimo conte, morì senza figli in tenera età e pertanto il titolo passò la sorella primogenita Jane Elizabeth. Ella era moglie di George Raymond Evelyn ed il figlio della coppia, il tredicesimo conte, prestò servizio come pari di Scozia alla Camera dei Lords dal 1812 al 1817. Lord Rothes assunse il cognome di Leslie anziché quello paterno. Fu poi il turno della figlia Henrietta Anne, la quattordicesima insignita del titolo, moglie di George Gwyther che mutò il cognome in Leslie. Il loro nipote, il sedicesimo conte (che succedette a suo padre) restato senza eredi in giovane età passò il titolo alla sorella Henrietta, la diciassettesima contessa. Questa era moglie di George Waldegrave, figlio minore di William Waldegrave, VIII conte di Waldegrave.
La coppia non ebbe eredi e alla scomparsa di Henrietta il titolo fu assuntp da sua zia Mary Elizabeth, la diciottesima contessa. Ella era figlia secondogenita della quattordicesima detentrice dei titoli Henrietta Anne, e moglie del capitano Martin Edward Haworth, che nel 1886 con decreto reale cambiò il cognome in Leslie. Il loro nipote, il diciannovesimo conte, sedette nella Camera dei Lord come pari di Scozia dal 1906 al 1923. La moglie del XIX conte, Lucy Noël Martha Leslie, contessa di Rothes, è nota per essere stata una delle sopravvissute all'affondamento del RMS Titanic  nel 1912. Suo figlio, il ventesimo conte, fu pari di Scozia alla camera dei Lords dal 1931 al 1959.
Il titolo di cortesia utilizzato dall'erede apparente della contea è Lord Leslie.

## Conti di Rothes (1457)
- George Leslie, I conte di Rothes (c. 1417–1490)
- George Leslie, II conte di Rothes (m. 1513)
- William Leslie, III conte di Rothes (m. 1513)
- George Leslie, IV conte di Rothes (m. 1558)
- Andrew Leslie, V conte di Rothes (m. 1611)
- John Leslie, VI conte di Rothes (m. 1641)
- John Leslie, VII conte di Rothes (c. 1630–1681)

## Duchi di Rothes (1680)
- John Leslie, I duca di Rothes (c. 1630–1681)

## Conti di Rothes (1457; ricreato)
- Margaret Leslie, VIII contessa di Rothes (m. 1700)
- John Hamilton-Leslie, IX conte di Rothes (m. 1722)
- John Leslie, X conte di Rothes (m. 1767)
- John Leslie, XI conte di Rothes (1744–1773)
- Jane Elizabeth Leslie, XII contessa di Rothes (1750–1810)
- George William Evelyn-Leslie, XIII conte di Rothes (1768–1817)
- Henrietta Anne Evelyn-Leslie, XIV contessa di Rothes (1790–1819)
- George William Evelyn Leslie, XV conte di Rothes (1809–1841)
- George William Evelyn Leslie, XVI conte di Rothes (1835–1859)
- Henrietta Anderson Morshead Leslie, XVII contessa di Rothes (1832–1886)
- Mary Elizabeth Leslie, XVIII contessa di Rothes (1811–1893)
- Norman Evelyn Leslie, XIX conte di Rothes (1877–1927)
- Malcolm George Dyer-Edwardes Leslie, XX conte di Rothes (1902–1974)
- Ian Lionel Malcolm Leslie, XXI conte di Rothes (1932–2005)
- James Malcolm David Leslie, XXII conte di Rothes (m. 1958)

L'erede presunto è l'unico fratello dell'attuale detentore del titolo, Alexander John Leslie (n. 1962).